# Lysionotus oblongifolius
Lysionotus oblongifolius är en tvåhjärtbladig växtart som beskrevs av Wen Tsai Wang. Lysionotus oblongifolius ingår i släktet Lysionotus och familjen Gesneriaceae. Inga underarter finns listade i Catalogue of Life.